# Habitatge al carrer Torras i Bages, 12 (Vic)
L'Habitatge al carrer Torras i Bages, 12 és una obra noucentista de Vic (Osona) protegida com a Bé Cultural d'Interès Local.

## Descripció
Casa mitgera i d'un sol tram. Consta de soterrani, planta baixa i dos pisos. La planta baixa presenta un petit portal d'arc de mig punt i una finestra més gran amb el mateix arc i tancada amb reixes de ferro forjat. A nivell del primer pis hi ha un balcó amb una balustrada de pedra artificial. Les obertures del primer pis (balcó), el segon (dues finestres) i el capcer presenten unes decoracions de forma graonada i amb estucs. La façana és decorada amb estucs, relleus de pedra artificial i elements de ferro forjat. L'estat de conservació és bo.

## Història
Amb l'expansió urbana de Vic, a principis del segle xx, és traçà el nou c/ Torras i Babes que venia a substituir els c/ Santa Teresa a la sortida de Vic cap a la carretera de Sant Hilari, que promogué més tard la urbanització cap el sector de llevant de la ciutat fins a enllaçar amb els edificis del c/ dels Caputxins i cap a la carretera de Roda. Aquesta casa, construïda al 1920, forma part d'un conjunt de cases modernistes aixecades a principis del segle xx.